# Batu Putih (Batu Raja Barat)
Batu Putih is een bestuurslaag in het regentschap Ogan Komering Ulu van de provincie Zuid-Sumatra, Indonesië. Batu Putih telt 2282 inwoners (volkstelling 2010).